# 完全集成自动化
完全集成自动化（TIA，Totally Integrated Automation）是高度自动化的工业系统产品简称。TIA 的中文含义是，完全集成自动化。
完全集成自动化是一个由西门子公司自动化和牵引技术（页面存档备份，存于）部门自从 1996 年开发和完善的策略构造和策略理念。
这套策略定义了所有涉及到的个体部件，工具和相应的服务（替换部件服务，等）是如何构成一个整体的。这个整体承担着四个自动化层面的一致性。
1. 管理层面
2. 策划层面
3. 控制层面
4. 工作层面

完全集成自动化的这个一致性提供给相应企业在创造价值环节（OEM，系统策划和客户终端）一个简便 并且经济的过程。
子定义：一个自动化系统必须要由拖动系统（变频器 + 马达）和可编程控制器来实现。